# Уразгельдеев, Роберт Хасанович
Роберт Хасанович  Уразгельдеев (13 мая 1935, Пермь, РСФСР, СССР — 19 февраля 2015, Бишкек, Кыргызстан) — советский и киргизский хореограф и искусствовед, профессор, народный артист Кыргызской Республики (2011).

## Биография
В 1955 г. окончил Пермское государственное хореографическое училище по специальности «артист балета», в 1962 г. — Государственный институт театрального искусства имени А.Луначарского (ГИТИС, ныне РАТИ, Москва) по специальности «история и теория театра» с квалификацией «театровед» (1962), в 1970 г. — аспирантуру Академии наук Киргизской ССР.
В 1955—1964 гг. — солист балета Пермского театра оперы и балета имени П.Чайковского (класс педагога Ю.И. Плахта (классический танец), педагога К.А. Есауловой (народно-сценический танец). Исполнитель партий: хан Гирей («Бахчисарайский фонтан»), Злой Гений («Лебединое озеро»), Парис («Ромео и Джульетта»), Вождь («Болеро» М. Равеля), кавалер («Спящая красавица»), Герцог («Жизель») и других.
В 1964—1986 гг. — ведущий солист балета, педагог-балетмейстер, хореограф-постановщик Кыргызского государственного академического театра оперы и балета имени А.Малдыбаева. Исполненные партии: Феб де Шатолер («Эсмеральда»), Иоганн Штраус («Большой вальс»), Лесничий («Жизель»), Злой Гений («Лебединое озеро»), Дроссельмеер («Щелкунчик»), Великий Брамин («Баядерка»), Темир-хан («Чолпон» М. Раухвергера), Леонато («Любовью за любовь» Т. Хренникова), разнообразный концертный репертуар. Постановщик танцевальных сцен и танцев в оперных спектаклях: «Оптимистическая трагедия» А.Холминова, «Черевички» П. Чайковского, «Дитя и волшебство» М. Равеля, «Отелло» Дж. Верди, «Алеко» С. Рахманинова, «Кошкин дом», «Кот в сапогах» и другие.
По направлению министерств культуры СССР и Киргизской ССР работал балетмейстером-постановщиком и педагогом, директором балетной труппы в Каире (Египет) (1972—1974); в балетмейстером-постановщиком и педагогом Тегеранского театра «Рудаки-холл» и Тегеранской балетной академии (Иран) (1974—1977). Возобновил спектакли классического наследия — «Жизель», «Щелкунчик», «Бахчисарайский фонтан». Был сопостановщиком первого персидского классического балета «Бежан и Маниже» по поэме «Шахнаме» Фирдоуси.
В 1975 г. защитил кандидатскую диссертацию на тему «Бибисара Бейшеналиева и киргизский балетный театр», в 1995 г. — докторскую диссертацию на тему «Проблемы становления и развития киргизской хореографии».
В 1986 г. являлся заместителем начальника управления по делам искусств Министерства культуры Киргизской ССР, а с декабря 1986 г. — проректором по научной работе и одновременно заведующим кафедрой хореографии (с ноября 1993 года) Киргизского государственного института искусств имени Б. Бейшеналиевой. 
С 1992 г. – профессор специальных хореографических дисциплин Государственного университета культуры и искусства имени Б.Бейшеналиевой. Создал кафедру хореографии по специальностям «режиссёр-балетмейстер», «педагог-хореограф», «менеджер хореографического коллектива». Число выпускников кафедры насчитывает более 150 специалистов.
Автор более 300 работ о театральном и хореографическом искусстве, а также об известных балетных исполнителях — Бибисаре Бейшеналиевой, Уране Сарбагишеве, Айсулуу Токомбаевой, Чолпонбеке Базарбаеве. В 1984 г. вышла его монография «Киргизский балет».

## Сочинения
- «Танцы. — Пермь», 1963 (Беседы об искусстве).
- «Бибисара Бейшеналиева», — Фрунзе, 1971, переиздана 1974
- «Уран Сарбагишев», — Фрунзе, 1981
- «Об искусстве танца», — Фрунзе, 1981
- «Киргизский балет», — Фрунзе, 1983.
- «Айсылу Токомбаева», — Фрунзе, 1984, переиздана Бшкек, 1996
- «Киргизский народный танец», — М., 1986
- «Бибисара Бейшеналиева (Воспоминания современников)», — Фрунзе, 1987, переиздана Бишкек, 1996
- «Киргизский танец», — Бишкек, 1991
- «Чолпонбек Базарбаев», — Бишкек, 1999
- «Калый Молдобасанов», — Бишкек, 1999
- «Пермь — город моей судьбы», — Пермь, 2004.

## Награды и звания
- Народный артист Киргизской Республики (2011).
- Заслуженный деятель культуры Киргизской Республики (1992).
- Награждён медалью «Данк» (2005).
- Почётная грамота Министерства культуры Республики Татарстан.